# Hermann Schelenz

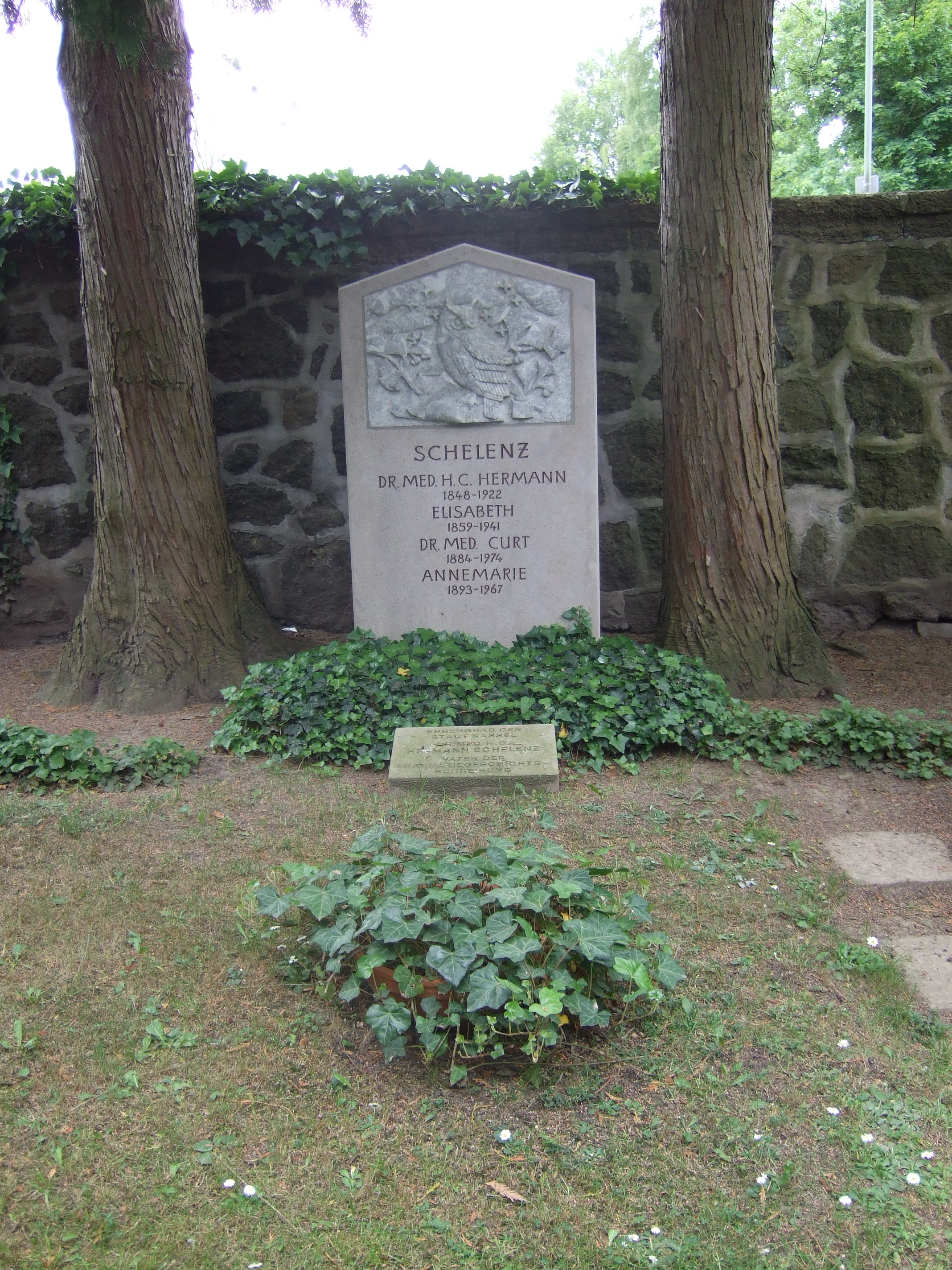
Ehrengrab von Hermann Schelenz auf dem Friedhof Wehlheiden in Kassel

Hermann Emil Schelenz (* 9. April 1848 in Kempen, Provinz Posen; † 28. September 1922 in Kassel) war ein deutscher Apotheker, Industrieller und Wegbereiter der Pharmaziegeschichtsschreibung.

## Leben
Hermann Schelenz begann eine Ausbildung zum Apotheker, nachdem ein von ihm angestrebtes Medizinstudium aus finanziellen Gründen nicht möglich war. 1868 legte er in Oppeln die Gehilfenprüfung ab und arbeitete anschließend in der Altstädter Apotheke von Johannes Lehmann in Rendsburg. 1872 begann er ein Pharmaziestudium in Greifswald und erwarb zwei Jahre später die Altstädter Apotheke, die er um eine Fabrik chemisch-pharmazeutischer Produkte, einen Versandhandel und eine Drogengroßhandlung erweiterte und zur größten Apotheke in Holstein ausbaute. 1893 verkaufte Schelenz die Apotheke. Fortan an pharmaziehistorischen Fragen interessiert, war er ab 1895 als Privatgelehrter in Kassel tätig. Nach dem Ende des Ersten Weltkriegs bestritt er mit der Veröffentlichung seiner Publikationen seinen Lebensunterhalt, nachdem er sein gesamtes Vermögen durch die Inflation verloren hatte.
In Kassel entstand 1904 auch sein Hauptwerk Geschichte der Pharmazie. Insgesamt gehen 893 Zeitschriftenartikel und 871 Rezensionen sowie zahlreiche anonyme Beiträge auf Schelenz zurück; die Gesamtzahl der Veröffentlichungen liegt bei über 2000.
1920 verlieh ihm die Albert-Ludwigs-Universität Freiburg die Ehrendoktorwürde. Sein Grab befindet sich auf dem Friedhof in Wehlheiden und ist ein Ehrengrab der Stadt Kassel.

## Sonstiges
Mit der seit 1929 verliehenen Schelenz-Plakette werden Personen ausgezeichnet, die sich auf dem Forschungsgebiet der Pharmaziegeschichte verdient gemacht haben. Darüber hinaus trägt das 1998 gegründete Hermann-Schelenz-Institut für Pharmazie- und Kulturgeschichte in Heidelberg seinen Namen.

## Publikationen (Auswahl)
- Frauen im Reiche Aeskulaps. Leipzig 1900 (Digitalisat), Nachdruck 1975.
- Geschichte der Pharmazie. Springer, Berlin 1904; (unveränderter) Neudrucke Hildesheim 1962 und 1965.
- Zur Geschichte der pharmazeutisch-chemischen Destilliergeräte. Miltitz bei Berlin 1911 Digitalisierte Ausgabe; Neudruck Hildesheim 1964.
- Organotherapie im Laufe der Jahrtausende. In: Sudhoffs Archiv. Band 4, 1911, S. 138–156.
- Shakespeare und sein Wissen auf den Gebieten der Arznei- und Volkskunde. Leipzig 1914; Nachdruck 1977.
- Geheimlehren. Dämonologie bei Shakespeare. I-III, In: Janus. Band 20, 1915, S. 155–173; Band 21, 1916, S. 1–26; Band 22, 1917, S. 1–26 und 239–268 (Schluss fehlt, da Schelenz vor der Fertigstellung starb).